# جشنواره فیلم کن ۲۰۱۰
شصت و سومین دوره جشنواره فیلم کن از ۱۲ مه ۲۰۱۰ تا ۲۳ می ۲۰۱۰ در شهر کن در جنوب فرانسه برگزار شد. تیم برتون کارگردان آمریکایی در این دوره از فستیوال ریاست هیئت داوران را برعهده داشت. در ۲۶ مارس ۲۰۱۰ اعلام شد که ریدلی اسکات با فیلم رابین هود در کن حضور خواهد داشت. آژانس فرنس پرس، رویترز، آسوشیتدپرس و تلویزیون گتی، کنفرانسی که در آن به معرفی هنرمندان پرداخته می‌شد را تحریم کردند.
گردانندگان جشنواره کن ضمن رد ۲۰ فیلم ارسالی از جمهوری اسلامی، نام جعفر پناهی، فیلمساز زندانی ایرانی را در لیست هیئت داوران فستیوال قید کردند و در مراسم افتتاحیه یک صندلی خالی برای او در کنار دیگر اعضای هیئت داوران قرار دادند. رونوشت برابر اصل است آخرین فیلم عباس کیارستمی که در این جشنواره به نمایش درآمد، محصول مشترک بلژیک، فرانسه و ایتالیا است و به عنوان تولید ایران شناخته نمی‌شود.
نخل طلا که مهم‌ترین جایزهٔ جشنوارهٔ کن است، در این دوره به فیلم تایلندی عمو بونمی زندگی‌های گذشته‌اش را به یاد می‌آورد ساخته اپیچاتپونگ ویراستاکول تعلق گرفت. ژولیت بینوش نیز به‌خاطر نقش‌آفرینی در فیلم کپی برابر اصل، برنده جایزه بهترین بازیگر زن در شصت و سومین دوره جشنواره فیلم کن شد. بینوش در هنگام دریافت جایزه خود پلاکارد نام جعفر پناهی را به نشانه اعتراض به زندانی شدن او بر روی سن برد.

## جوایز

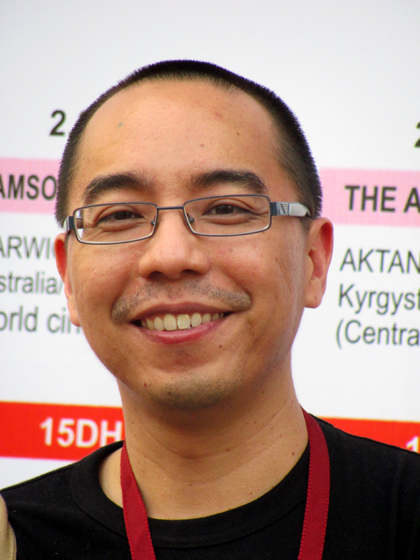
اپیچاتپونگ ویراستاکول, برنده of the 2010 Palme d'Or

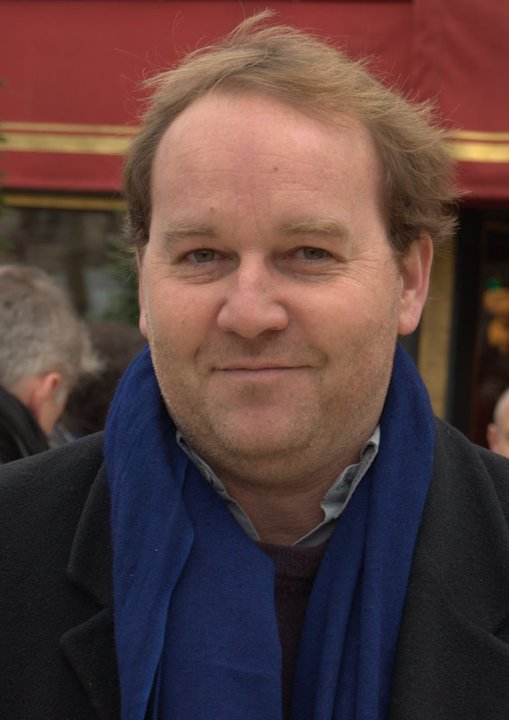
زاویه بووا, برنده of the 2010 Gran Prix

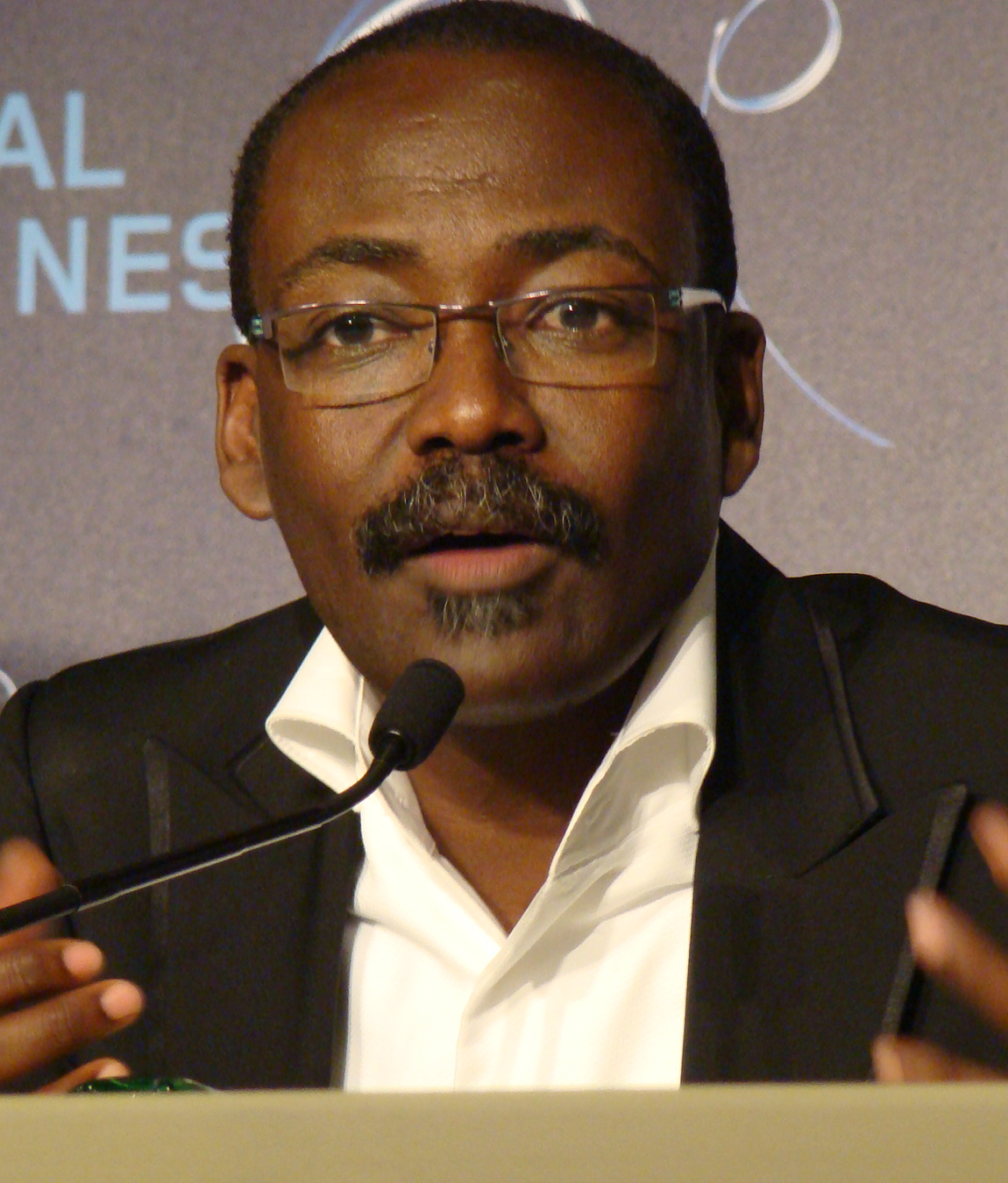
محمد صالح هارون

### رقابت اصلی
- نخل طلا: عمو بونمی که زندگی‌های گذشته‌اش را به یاد می‌آورد از اپیچاتپونگ ویراستاکول
- جایزه بزرگ جشنواره کن:  در باب خدایان و انسان‌ها از زاویه بووا
- جایزه بهترین کارگردان جشنواره کن: ماتیو آمالریک برای On Tour
- جایزه بهترین فیلم‌نامه جشنواره کن: شاعری از لی چانگ-دونگ
- جایزه بهترین بازیگر زن جشنواره کن: ژولیت بینوش برای کپی برابر اصل
- جایزه بهترین بازیگر مرد جشنواره کن:
  - خاویر باردم برای بیوتیفول
  - الیو جرمانو برای زندگی ما
- جایزه هیئت داوران جشنواره کن: A Screaming Man از محمد صالح هارون

### بخش نوعی نگاه
- نوعی نگاه: Hahaha از هونگ سانگ سو
- Un Certain Regard Jury Prize: اکتبر از Daniel Vega, Diego Vega
- Un Certain Regard Best Actress Award: Adela Sanchez, Eva Bianco, Victoria Raposo برای The Lips

### سینه فونداسیون
- سینه فونداسیون: The Painting Sellers از یوهو کاسمانن
- 2nd Prize: Anywhere Out of the World از Vincent Cardona
- 3rd Prize:
  - ستون پنجم از Vatche Boulghourjian
  - I Already Am Everything I Want to Have از Dane Komljen

### دوربین طلایی
- دوربین طلایی: سال کبیسه از مایکل روی

### فیلم‌های کوتاه
- نخل طلای فیلم کوتاه: Barking Island از سرژ آویدیکیان
- Short Film Jury Prize: Bathing Micky از Frida Kempff